# Sandro Burgstaller
Sandro Burgstaller (* 22. August 1984 in Dornbirn) ist ein österreichischer Bobsportler und ehemaliger Nordischer Kombinierer.

## Sportliche Karriere
Burgstaller begann seine sportliche Karriere als Nordischer Kombinierer. 2002 nahm der Schüler der Internatsschule für Skisportler Stams im österreichischen Saalfelden an seinem einzigen Weltcupwettbewerb teil. Im Sprint des B-Weltcups belegte er den 54. Platz.
Seit 2006 ist Burgstaller im Bobsport aktiv. Zu Beginn der Saison 2006/07 startete er erstmals als Anschieber im Team von Jürgen Loacker bei einem Wettbewerb des Bob-Weltcups. Beim Viererbobweltcup in Park City belegte das Team den 18. Rang. Als bestes Saisonresultat konnte das Team den elften Platz bei der Bob-Weltmeisterschaft 2007 im Viererbob im schweizerischen St. Moritz aufweisen. In der darauffolgenden Saison wechselte Burgstaller auf die Position des Bremsers und startete auch erstmals mit Loacker im Zweierbob. Allerdings konnten sie sich nur einmal unter den besten Zwanzig platzieren. Im Viererbob schafften sie in St. Moritz erstmal den Sprung unter die besten Zehn. Beim Sieg des Letten Jānis Miņins belegte das Team den achten Platz. Burgstaller startete auch bei den Juniorenweltmeisterschaften 2008 in Igls. Zusammen mit dem Piloten Anton Hörhager erreichte er im Zweierbob den zwölften Platz und im Viererbob den 14. Platz. Auch bei den österreichischen Staatsmeisterschaften 2008 startete er im Zweierbob zusammen mit Hörhager. Beim Sieg von Jürgen Loacker und Johannes Wipplinger konnte das Duo die Bronzemedaille gewinnen. Im Viererbob startete der staatlich geprüfte Skisprunglehrwart wieder im Bob von Loacker. Hinter dem Bob von Pilot Wolfgang Stampfer gewannen sie die Silbermedaille. Seine letzten größere Bewerbe fuhr er im Januar 2010.